# 515 Аталія
515 Аталія (515 Athalia) — астероїд головного поясу, відкритий 20 вересня 1903 року Максом Вольфом у Гейдельберзі.
Тіссеранів параметр щодо Юпітера — 3,191.